# Nokia Lumia 620
El Nokia Lumia 620 es un teléfono inteligente de gama media desarrollado por Nokia. Este es el sucesor del Nokia Lumia 610 y, a diferencia de este, integra una cámara frontal VGA para videollamadas. Además de su cámara trasera con autofoco y flash LED, implementa la última versión del sistema operativo Windows Phone 8; una ventaja que presenta y que no tenía su antecesor es un puerto para tarjetas microSD de hasta 64 GB, además de tener memoria interna de 8 GB, y una RAM de 512 MB.
Posee un procesador Qualcomm Snapdragon S4 de 1GHz de doble núcleo que aumenta la velocidad del teléfono en comparación con su predecesor, su pantalla es de tipo TFT multitáctil con tecnología clearblack que consiste eliminar el brillo de la pantalla logrando así colores más profundos y negros más oscuros. Cabe destacar que este dispositivo cuenta con NFC (por sus siglas en inglés de "near field communication") para compartir información con teléfonos que se encuentren a poca distancia. La versión de Bluetooth que posee es 3.0 y también se integran conexiones 2.5G, 3.5G y "Wi-Fi hotspot".
El 23 de julio de 2013, se presentó su sucesor, el Nokia Lumia 625, con una pantalla más grande y soporte de 4G.